# 1991 у хокеї з шайбою
Нижче наведені хокейні події 1991 року у всьому світі.

## Головні події
На чемпіонаті світу в Гельсінкі, Турку та Тампере золоті нагороди здобула збірна Швеції.
У п'ятому розіграші кубка Канади перемогли господарі турніру, збірна Канади.
У фіналі кубка Стенлі «Піттсбург Пінгвінс» переміг «Міннесоту Норз-Старс».

## Національні чемпіони
- Австрія: «Клагенфурт»
- Болгарія: «Славія» (Софія)
- Велика Британія: «Дарем Васпс»
- Данія: «Гернінг»
- Італія: «Сайма» (Мілан)

- Нідерланди: «Петер Лангаут» (Утрехт)
- Німеччина: «Дюссельдорф»
- Норвегія: «Волеренга» (Осло)
- Польща: «Полонія» (Битом)
- Румунія: «Стяуа» (Бухарест)
- СРСР: «Динамо» (Москва)
- Угорщина: «Ференцварош» (Будапешт)
- Фінляндія: ТПС (Турку)
- Франція: «Гренобль»
- Чехословаччина: «Дукла» (Їглава)
- Швейцарія: «Берн»
- Швеція: «Юргорден» (Стокгольм)
- Югославія: «Медвешчак» (Загреб)

## Переможці міжнародних турнірів
- Кубок європейських чемпіонів: «Юргорден» (Стокгольм, Швеція)
- Кубок Шпенглера: ЦСКА (Москва, СРСР)
- Кубок Татр: збірна Чехословаччини (U20)
- Кубок Тампере: «Динамо» (Москва, СРСР)